# Suvada Selimović
Suvada Selimović   (Vitinica, 1965) és una activista pacifista bosniana, que treballa per fomentar l'ajuda mútua entre dones i perquè els responsables dels crims de la Guerra de Bòsnia siguin jutjats.
Va estudiar a l'escola de comerç de Vitinica, la seva ciutat natal. Va passar deu anys vivint amb el seu marit, amb qui va tenir tres fills, al poble de Zvornik. L'1 de juny de 1992 els serbis es van endur el seu marit juntament amb 700 homes bosnis més del poble, que després matarien. Eren els prolegòmens de la Guerra de Bòsnia, que s'allargaria fins al 1995. Es va refugiar a Eslovènia, fins que l'Acord de Dayton li va permetre tornar al seu poble el 1995. En tornar de l'exili, van ser les dones les que van reconstruir les cases.
El 2003 va posar en marxa un programa de suport psicològic per les dones que havien de viure soles amb fills petits patint discriminació, robatoris i burles. Els agressors eren persones, principalment de Sarajevo, que vivien a les seves antigues cases, motiu pel qual van haver d'iniciar un procés de diversos anys per recuperar els habitatges. Selimovic va fundar i liderar l'organització Anima per treballar per la pau i l'empoderament de les dones, però sobretot per fomentar l'ajuda mútua entre les dones.
El 2008 es van trobar les restes del seu marit a la fossa comuna de Crni vrh, que després s'enterrarien a Gornja Kalesija. Selimovic va declarar davant el tribunal de Dones de Sarajevo per denunciar els crims de guerra. Ha participat en diverses protestes per denunciar els crims i perquè els culpables siguin portats davant la justícia, com una del 2021 amb les anomenades Dones de negre.
El 2022 va ser inclosa a la llista de les 100 dones més inspiradores de la BBC.